# Caeruleuptychia aetherialis
Caeruleuptychia aetherialis är en fjärilsart som beskrevs av Butler 1877. Caeruleuptychia aetherialis ingår i släktet Caeruleuptychia och familjen praktfjärilar. Inga underarter finns listade i Catalogue of Life.